# 国鉄ED42形電気機関車
ED42形電気機関車（ED42がたでんききかんしゃ）は、日本国有鉄道（国鉄）の前身である鉄道省（→運輸通信省）が設計・開発したラックレールを使用するアプト式直流用電気機関車である。

## 概要
信越本線のアプト式区間である横川 - 軽井沢間（碓氷峠）用の電気機関車で、EC40の置換え用として設計・開発された。1934年（昭和9年）から1948年（昭和23年）にかけて日立製作所・芝浦製作所・川崎車輛・三菱重工業・汽車製造で28両が製造された。
1934年に落成した1 - 4は芝浦、日立、三菱、川崎で1台ずつ製造された。この先行試作で2年間の使用成績を踏まえ、1936年（昭和11年）より5以降が量産された。

## 構造
基本設計はスイスから輸入したED41を踏襲しているが、一部設計が変更された。

### 車体
前後とも切妻の箱形車体で車体前後端にデッキを設置。運転台は峠下側の横川方面のみ設置する片運転台型である。
前位側の屋根上に停車場構内で使用するパンタグラフ1基を搭載するが、運転速度が低い事から電車用PS11形から派生したPS11A形を搭載。アプト区間では第三軌条からの集電となるため集電靴を片側2か所に装備する。

### 機器
走行用ボギー台車の軸間に主電動機を1基ずつ、計2基を搭載している。動力は側面ジャック軸から連結棒（カップリングロッド）で各動輪に伝達される。またラックレールに噛み合わせるラック式軌条台車を車体中央部に装着、歯車駆動用主電動機1基を搭載し、動輪の第2軸・第3軸に荷重を分担して負担させる構造を採用している。
制動装置は試作機では片運転室用ML14B形、量産機では両運転室用ML14A形の重連仕様を搭載。後の標準化改造により試作機もML14A形重連仕様とされたためブレーキ管・MRP管（元空気溜管）に加え釣り合い引き通し管が追加された。
制御装置はED41の電動カム軸接触器・電磁空気カム軸接触器の併用から電磁空気単位スイッチ式に変更。
- アプト式電気機関車の主幹制御器は制御ハンドルと逆転ハンドルのほかに、粘着運転↔︎ラック運転・力行↔︎発電ブレーキを切り換える組み合わせハンドルを有することから、ラックレール区間への進入時や急勾配区間の降坂時には複雑な操作を要する。

1942年（昭和17年）には戦時輸送に対応するため、主抵抗器の容量を増加させ発電ブレーキの能力を強化する改造が施工された。
また量産機は電力回生ブレーキへの改造に都合の良い主回路構成に改良されており、戦前にはEF11用回生ブレーキ装置を移設して性能試験を実施、予想以上に良好な成績を収めたものの、軌道設備側に変電所変流機の改良などが必要なこと。さらには当時の電気料金が安かった事から回生ブレーキ搭載は一旦見送られた。しかし1949年（昭和24年）には変電所の改良も終了。さらに1950年（昭和25年）までに試作機の主回路を量産機同様とする改造を施工。横川機関区からの要請により12月に3両へEF11の部品を流用して回生ブレーキを搭載した試験が行われた。この結果1951年（昭和26年）より回生ブレーキを追設する改造が施工され、1952年度中に全機への改造が完了。回生ブレーキ搭載により、主抵抗器の赤熱・損傷事故は激減し、電気料金の3割節減につながった。

### 形態別分類
1 - 22の戦前型と23 - 28の戦時型に分類される。戦時型は以下の設計変更が実施された。
- 材料および機器の代用化
- 車体工作の簡易化
- 外板の薄板化
- 扉の木製化
- 窓隅や側面通風フィルター枠の角形化
- 屋上モニタの廃止
- 通風器形状の変更

また、運転室側の手摺の高さが試作型のみ低い、屋根へのステップ形状、側面通風鎧窓が18 - 24は改良型で目が細かい等、車両によって細かい差異がある。

## 運用
その用途から一貫して横川機関区（横川運転区→現在は廃止）に配置。信越本線横川 - 軽井沢間のみで運用された。当初はEC40・ED40・ED41と共用されたが、これら3形式が全車運用を離脱した1951年（昭和26年）からは本形式のみで運用を担当することとなり、（横川）ED42+ED42+ED42+客車または貨車+ED42（軽井沢）の4両での編成組成を基本として最大で編成重量360tの列車を推進・牽引した。
1961年（昭和36年）にはキハ57系による急行「志賀」「丸池」、キハ82系による特急「白鳥」が運転を開始したが、これら気動車でも横川 - 軽井沢間では自力走行は不可能なため本形式による推進・牽引が実施された。
1963年（昭和38年）9月30日、横川 - 軽井沢間が全面的に粘着運転による新線へ切り替えられ、ラック式区間が廃止されたことで本形式は用途を失い、12月9日付で全機が廃車された。

## 知的財産権問題
本形式はED41の基本設計を踏襲しているが、実質コピー機といっても過言ではない状態である。当時の日本は知的財産権に対する意識が低く、本形式に限らず海外製品のコピーを行い、一方で国産化を奨励するため海外製品を締め出すような行為が度々あったのもまた事実である。
本件はED41を製造したブラウン・ボベリ（現在：ABB）、スイス・ロコモティブ・アンド・マシン・ワークス2社の対応は不明だが、1955年に国鉄が交流電化実験でフランスからサンプル用機関車を購入する計画が白紙撤回された件に影響を与えたとも言われる。
- 詳細は国鉄ED45形電気機関車#開発・製造までの経緯も参照のこと。

なお、のちの1970年代初頭より、本形式の一部を製造した日立製作所はその経験を生かしてブラジルの国鉄へアプト式の大型電気機関車および電気式ディーゼル機関車を納入することとなった。その際に、同社はスイス・ロコモティブ・アンド・マシン・ワークスより正式な技術指導を受けている。

## 保存車
ED42 1 - 碓氷峠鉄道文化むら

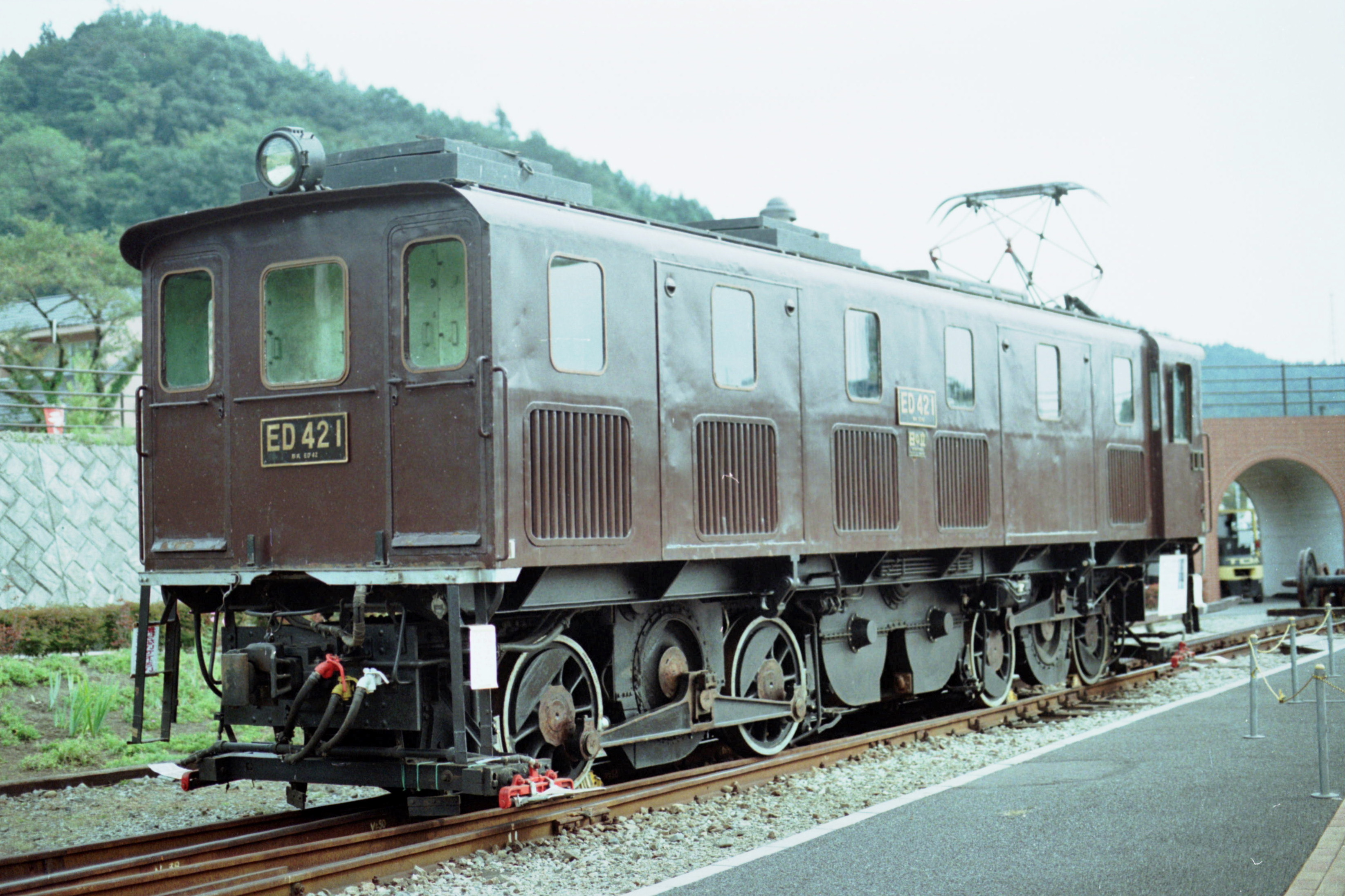
ED42 1

- アプト式廃止後は横川機関区庫内に保存されていたが、1967年（昭和42年）10月14日に準鉄道記念物に指定され横川駅構内に移設[4]。
- 1987年（昭和62年）に碓氷線電化75年を記念して横川運転区と大宮工場（現在：大宮総合車両センター）により動態復元され、運転区内で走行を行なった[5][注 3]。
- 動態復元後はヨ3961と共に横川運転区内に留置されていたが、1997年10月に以前展示されていた横川駅構内へ移設[6]。横川 - 軽井沢間廃止直前に横川駅と横川運転区で行われた記念イベントで車内が公開された。
- 1999年（平成11年）4月に現在の保存場所に再移設された。現在は静態保存。

ED42 2 - 長野県北佐久郡軽井沢町立東部小学校